# Dan Hawkins
Daniel Francis Hawkins (Lowestoft, Suffolk; 12 de diciembre de 1976) es un guitarrista británico, miembro original de la banda británica The Darkness entre 2000 y 2006.
En 2011, tras la reformación de The Darkness, continua en activo con ellos.

## Biografía
Al tiempo que Dan empezara en el Instituto de Kirkley en Lowestoft, empezó a tocar la guitarra. También era un futbolista prometedor que jugaba en el Midfield para el condado de Suffolk pero sufrió una lesión en un tendón por lo que tuvo que dejarlo de lado.

## Curiosidades
Su guitarra preferida es la Gibson Les Paul. Posee 5 de ellas, una de las cuales perteneció al guitarrista de Led Zeppelin, Jimmy Page. 
Es fanático del grupo Thin Lizzy, apareció varias veces en público con camisetas de la banda.